# Anthony Carpenter
Anthony Carpenter (23 de enero de 1999) es un deportista de Jamaica que compite en atletismo. Ganó una medalla de bronce en el Campeonato Mundial de Atletismo Sub-20 de 2016, en la prueba de 4 × 400 m.